# Movimento Democrático Brasileiro
De Movimento Democrático Brasileiro, afkorting MDB (Nederlands: Braziliaanse Democratische Beweging), voorheen Partido do Movimento Democrático Brasileiro, afkorting PMDB (Nederlands: Braziliaanse Democratische Beweging Partij), is een politieke partij die is gevestigd in São Paulo. De partij werd als MDB op 11 december 1965 opgericht door ex-leden van de PTB en was tijdens de militaire dictatuur in Brazilië de enige oppositiepartij die niet werd verboden. Wegens frauduleuze praktijken van de regerende ARENA-partij nam MDB vanaf 1966 geen deel aan de parlements- en presidentsverkiezingen. Toen het autoritaire regime haar optreden begon te matigen nam de partij weer deel aan de parlementsverkiezingen en behaalde een overwinning bij de verkiezingen van 1978. Nadat in 1980 een einde kwam aan het tweepartijensysteem werd de naam van de partij gewijzigd in PMDB. Bij de parlementsverkiezingen van 1982 behaalde de partij een meerderheid in het Huis van Afgevaardigden en leverde vier jaar later onder meer 22 gouverneurs, 45 senatoren en 257 leden van de Federale Staten af, waaronder de gouverneur van Alagoas en de president van het Huis van Afgevaardigden.
In 1985 won partijleider Tancredo Neves de presidentsverkiezingen. Hij werd echter aan de vooravond van zijn installatie geveld door een beroerte, waarna vice-president José Sarney zijn plaats innam. Tijdens diens presidentschap boekte PMDB vervolgens onder leiding van de gedeputeerde Ulysses Guimarães nederlagen bij de gemeenteraadsverkiezingen van 1988 en bij de eerste ronde van de presidentsverkiezingen van 1989. Vijf jaar later, bij de algemene verkiezingen, raakte PMDB haar meerderheid in het Congres kwijt. Nadien leverde de partij enkele ministers af.

## Verkiezingsresultaten

### Parlementsverkiezingen
| Kamer                                                               | Kamer      | Kamer      | Kamer      | Kamer  | Kamer  | Senaat     | Senaat     | Senaat     | Senaat  | Senaat   | Senaat |
| Jaar                                                                | Stemmen    | Stemmen    | Stemmen    | Zetels | Zetels | Stemmen    | Stemmen    | Stemmen    | Zetels  | Zetels   | Zetels |
| Jaar                                                                | Aantal     | Percentage | Percentage | Aantal | +/-    | Aantal     | Percentage | Percentage | Gekozen | +/-      | Totaal |
| Jaar                                                                | Aantal     | %          | +/-        | Aantal | +/-    | Aantal     | %          | +/-        | Gekozen | +/-      | Totaal |
| ------------------------------------------------------------------- | ---------- | ---------- | ---------- | ------ | ------ | ---------- | ---------- | ---------- | ------- | -------- | ------ |
| Partido do Movimento Democrático Brasileiro                         |            |            |            |        |        |            |            |            |         |          |        |
| 2006                                                                | 13.580.517 | 14,60      | –          | 89     | –      | 10.148.024 | 12,00      | –          | 4       | –        | 15     |
| 2010                                                                | 12.537.252 | 13,00      | -1,60      | 78     | -11    | 23.998.949 | 14,10      | 2,10       | 16      | Gestegen | 19     |
| 2014                                                                | 10.791.949 | 11,10      | -1,90      | 66     | -12    | 12.129.969 | 13,60      | -0,50      | 5       | Gedaald  | 18     |
| Movimento Democrático Brasileiro                                    |            |            |            |        |        |            |            |            |         |          |        |
| 2018                                                                | 5.439.167  | 5,50       | -5,60      | 34     | -32    | 12.800.290 | 7,50       | -6,10      | 7       | Gedaald  | 12     |
| 2022                                                                | 7.870.810  | 7,18       | 1,68       | 42     | 8      | 3.882.458  | 3,90       | -3,50      | 1       | Gedaald  | 10     |
| Bron: Wikipedia - Braziliaanse parlementsverkiezingen 2006 t/m 2022 |            |            |            |        |        |            |            |            |         |          |        |

### Presidentsverkiezingen
Tijdens de presidentsverkiezingen in 2022 werd de MDB samen met de PSDB uitgeschakeld in de eerste ronde en eindigde op de derde plek.

Presidentskandidaat
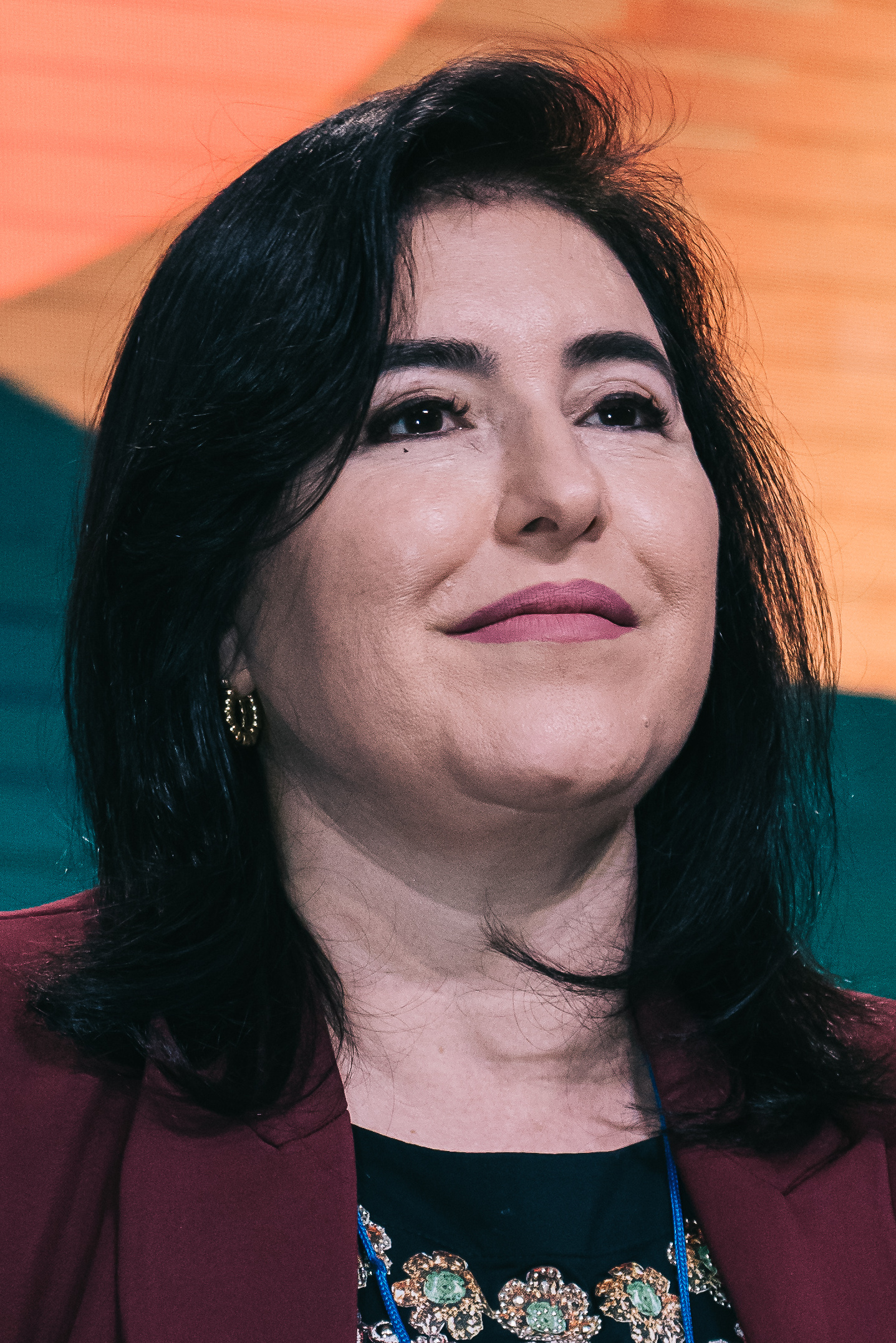
Simone Tebet Kandidaat tijdens de verkiezingen in 2022

### Statenverkiezingen
In 2022 werden deze gouverneurs gekozen tijdens de Statenverkiezingen voor de Peemedebistas.

Huidige gouverneurs
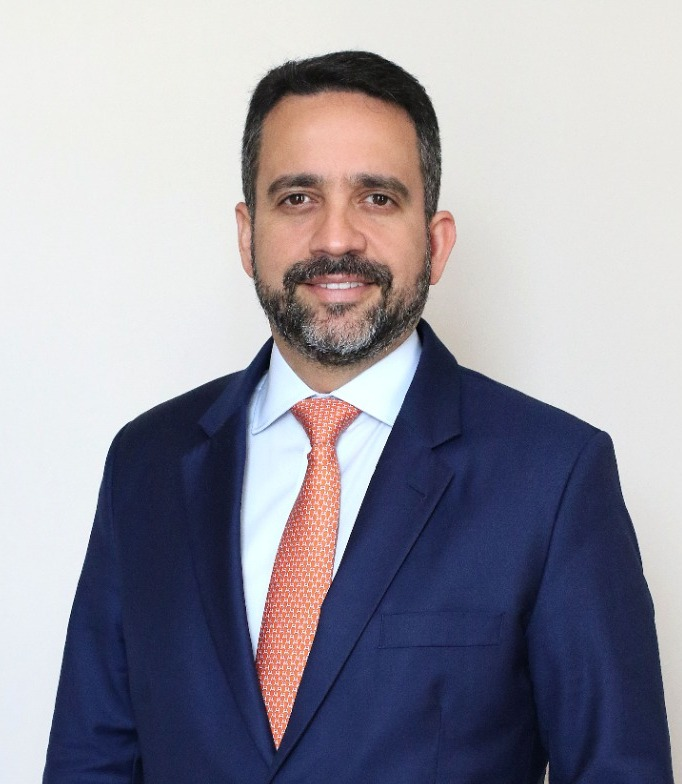
Paulo Dantas Gouverneur van Alagoas Herkozen
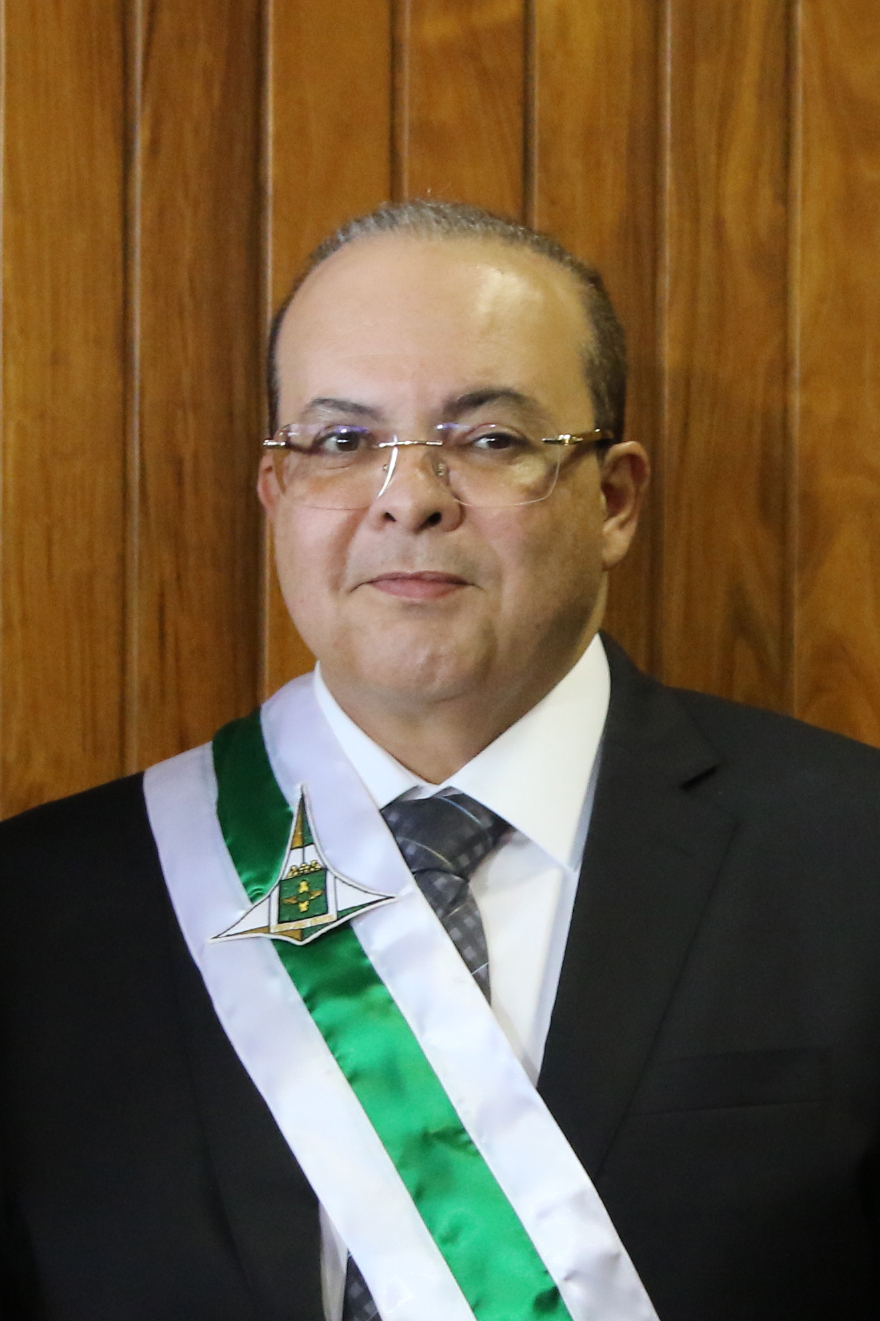
Ibaneis Rocha Gouverneur van Distrito Federal Herkozen
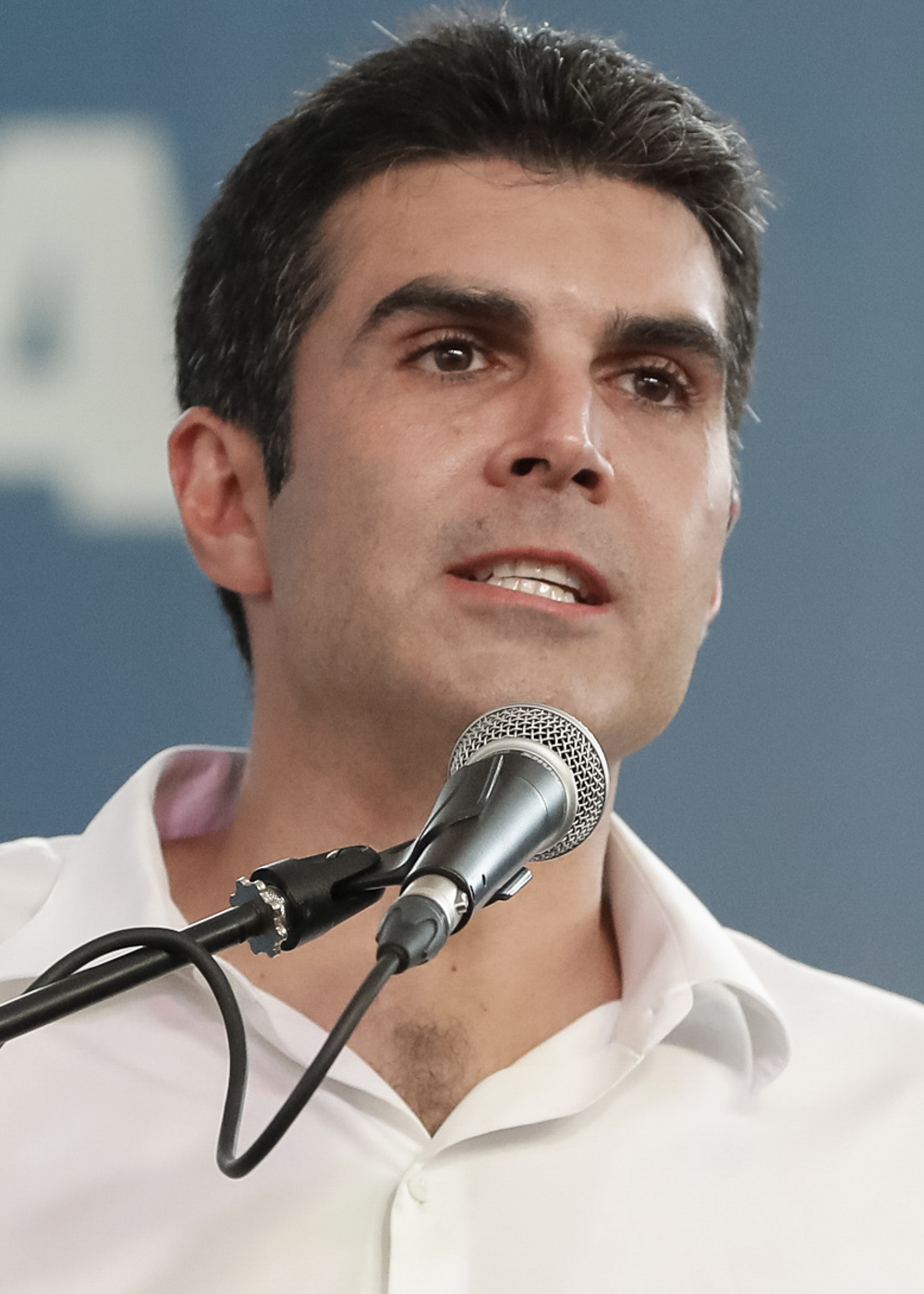
Helder Barbalho Gouverneur van Pará Herkozen

### Gemeentelijke verkiezingen
Bij de gemeentelijke verkiezingen van 2020 werden 784 burgemeesters en 7335 gemeenteleden gekozen voor de MDB.

MDB-burgemeesters
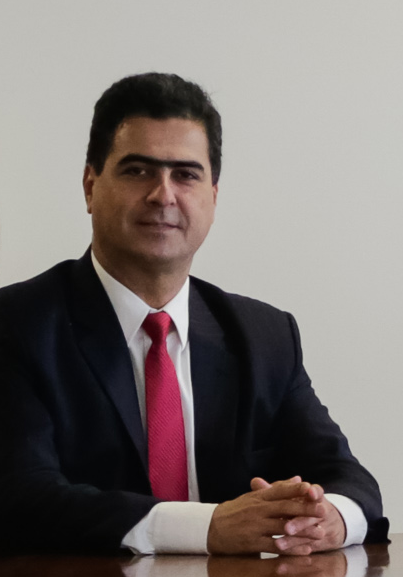
Emanuel Pinheiro Burgemeester van Cuiabá (2017-heden)
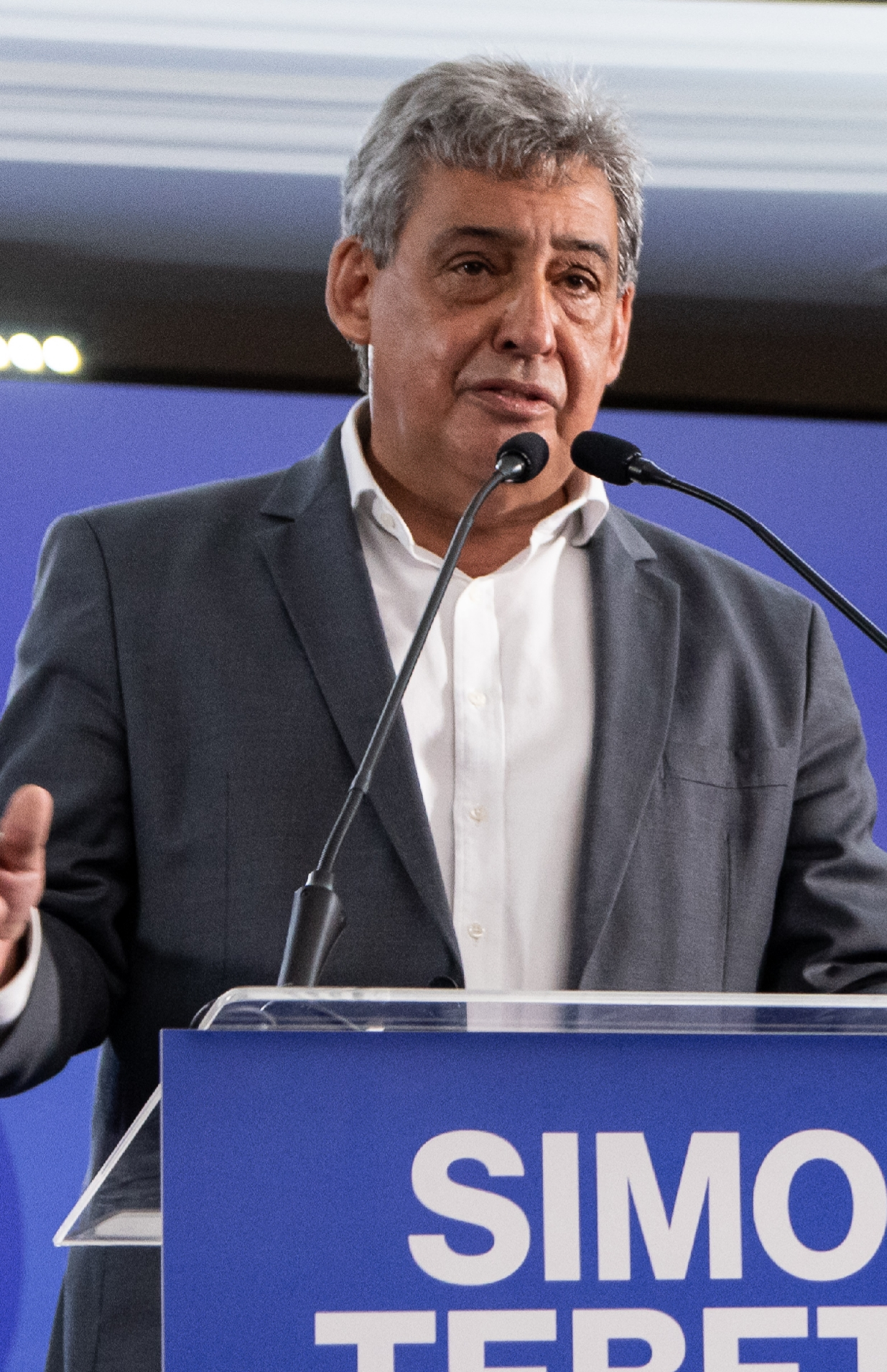
Sebastião Melo Burgemeester van Porto Alegre (2021-heden)
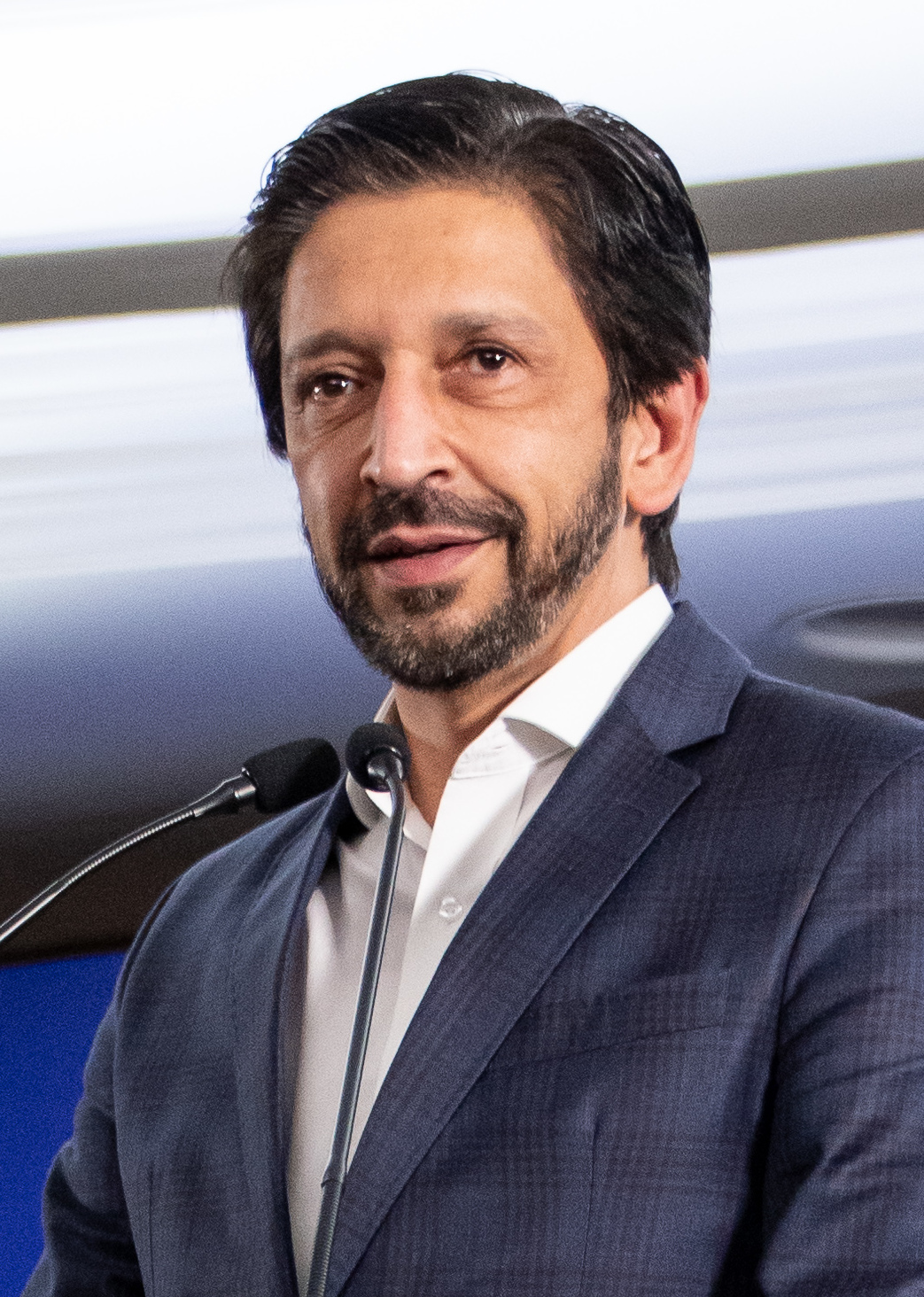
Ricardo Nunes Burgemeester van São Paulo (2021-heden)
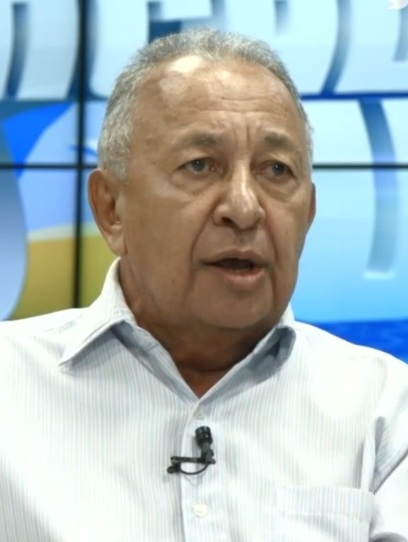
José Pessoa Leal Burgemeester van Teresina (2021-heden)

## Bekende leden
- Tancredo Neves
- José Sarney
- Simone Tebet, kandidaat presidentschap van 2022, o.a. senator voor Mato Grosso do Sul en voormalig-burgemeester van Três Lagoas.
- Michel Temer

Ex-leden
- Fernando Henrique Cardoso
- Itamar Franco
- Jânio Quadros